# Into the Stars
Singles de Olivia
Sea me
(2001) a little pain
(2006)
Into The Stars  est le 8esingle de Olivia sorti sous le label Cutting Edge le 4 septembre 2002 au Japon. Il atteint la 99e place du classement de l'Oricon, et reste classé pendant 1 semaine, pour un total de 1 980 exemplaires vendus. C'est le single le moins vendu de Olivia à ce jour.
Into The Stars a été utilisé comme campagne publicitaire pour Hairmake EARTH. Into The Stars se trouve sur l'album The Lost Lolli et sur le mini album Internal Bleeding Strawberry.

## Liste des titres
| 1. | Into The Stars | Olivia Lufkin   | Olivia Lufkin | 4:30 |
| 2. | Ballerina      | Masumi Kawamura | Olivia Lufkin | 4:34 |